# Juramento de un hombre libre
El Juramento de un hombre libre fue una promesa de lealtad requerida de todos los nuevos miembros de la Colonia de la bahía de Massachusetts en la década de 1630. Una supuesta impresión original del documento apareció en 1985 y se promocionó como la impresión sobreviviente más antigua de los Estados Unidos, pero más tarde se reveló que era el trabajo del destacado falsificador Mark Hofmann.

## Impreso original
El Juramento de un hombre libre fue un voto de obediencia al gobierno de la Colonia y una promesa de no conspirar contra él. Ejemplos anteriores de juramentos en Inglaterra prometieron lealtad a la Corona. La ausencia de referencias al rey hizo del «Juramento» un documento exclusivamente estadounidense. La primera versión conocida del «Juramento» fue escrita a mano por el Gobernador de la Bahía de Massachusetts John Winthrop en 1631. El Gobernador Winthrop declaró en su diario que el «Juramento» fue la «primera cosa» impresa por Stephen Daye en 1638 o 1639. Stephen Daye era un cerrajero inglés que navegó a Boston en 1638 con un clérigo puritano que había pasado de contrabando una imprenta a bordo del barco. Después de que el clérigo y su impresora murieron en el mar, Daye y sus hijos tomaron posesión de la prensa y establecieron Cambridge Press, la primera compañía de impresión en Estados Unidos, en Boston. Antes de 1638, todos los materiales impresos en América fueron producidos en Inglaterra y enviados a través del Atlántico. La primera impresión estadounidense conocida que se había encontrado antes de 1685 fue el Bay Psalm Book, que Daye imprimió en 1640. La impresión de Daye del «Juramento» no se había reportado como se vio desde 1647, y según el historiador Lawrence C. Wroth, «la probabilidad de que alguien sea encontrado algún día nunca ha dejado de excitar al coleccionista de Nueva Inglaterra».

## Presunto descubrimiento moderno
La ruptura con la monarquía inglesa, combinada con el estado del documento como el primer documento impreso en Estados Unidos, confirió una categoría especial al «Juramento». Por lo tanto, el descubrimiento tan esperado de una impresión original del «Juramento» creó una recepción ferviente cuando un comerciante de documentos raros llamado Mark Hofmann afirmó haber encontrado un costado del «Juramento» en una librería de Nueva York en 1985. En 1985, la impresión de Hofmann del «Juramento» se ofreció a la venta tanto en la Biblioteca del Congreso como en la Sociedad Anticuaria Americana, a un precio inicial solicitado de 1,5 millones de dólares. La Biblioteca del Congreso declaró que el descubrimiento «sería uno de los hallazgos más importantes y emocionantes del siglo» y declaró que su examen «no encontró nada inconsistente con una atribución de mediados del siglo XVII». La Sociedad Anticuaria Americana tuvo la posesión del documento durante dos meses y anunciaron: «hasta donde sabemos, no hay anomalías». Ambas organizaciones querían realizar más pruebas del «Juramento» para determinar su autenticidad y continuaron interesadas en adquirir el documento a pesar de algunos eventos preocupantes después de su descubrimiento. Steven Christensen, un destacado líder de la Iglesia de Jesucristo de los Santos de los Últimos Días y uno de los clientes de Hofmann, fue asesinado por una bomba de tubería que se dejó en su oficina en el centro de Salt Lake City, Utah, en octubre de 1985. Un día después, Hofmann resultó gravemente herido por una bomba de tubería colocada en su automóvil. Posteriormente Hoffman se declaró culpable de los atentados.

## La falsificación de Hofmann

### Por qué se falsificó el «Juramento»

#### La carrera temprana de Hofmann
La carrera de Mark Hofmann como coleccionista y distribuidor de documentos históricos comenzó en 1980, cuando era estudiante en la Universidad Estatal de Utah. Hofmann trajo una vieja Biblia del Rey Jacobo con un documento pegado entre dos de sus páginas a Jeff Simmonds, el archivero del estado de Utah. Los dos se separaron las páginas y encontró una pieza de edad papiro con columnas de caracteres antiguos escritos en ella y la firma de Joseph Smith en el reverso.
Según la leyenda de la iglesia SUD, el Angel Moroni dirigió a Joseph Smith Jr. a un conjunto de planchas de oro enterradas en el norte del estado de Nueva York. Las planchas de oro contenían escritura en un antiguo guion y contaban la historia de una civilización extinta. Usando un par especial de gafas, Smith tradujo la escritura en las planchas, que según dijo estaban escritas en «egipcio reformado». El resultado de la traducción de Smith fue el Libro de Mormón. Solo a Smith se le permitió ver las planchas; sin embargo, le dio una pequeña transcripción supuestamente copiada de estas planchas a su financiero y escriba, Martin Harris. 
Deseando corroborar la autenticidad de su inversión, Harris llevó la transcripción a Charles Anthon, profesor de griego y latín en el Columbia College. Anthon escribió que la muestra consistía en «letras griegas y hebreas, cruces y florituras. Las letras romanas se invierten o se colocan de lado». Harris interpretó los comentarios de Anthon en el sentido de que Anthon había declarado que los caracteres eran antiguos jeroglíficos egipcios, y que había indicado que la traducción de Smith era genuina. Anthon repudió las afirmaciones de Harris, pero sus protestas fueron ignoradas. Las planchas de oro y la nota escrita por Anthon, conocida como Transcripción Anthon posteriormente desaparecieron.
De la descripción de la Transcripción Anthon y una comparación de la firma de Joseph Smith con otras copias conocidas, Simmonds concluyó que Hofmann había encontrado la Transcripción Anthon. Después de que el departamento de historia de la iglesia SUD verificó la firma de Smith, la transcripción Anthon fue aclamada como el primer documento en la historia mormona. La iglesia SUD publicó la transcripción como evidencia de que su fe fue probada. La iglesia le dio a Hofmann veinte mil dólares en objetos de colección a cambio de la Transcripción Anthon.
Hofmann apareció en varios programas de televisión locales que cubrieron el descubrimiento de la Transcripción Anthon. La publicidad que recibió y la relación que estableció con una iglesia SUD agradecida le permitió a Hofmann ganarse la vida como un vendedor de documentos profesional.

#### Cuestionamientos a la historia de la iglesia SUD
Los descubrimientos posteriores de la historia de la iglesia SUD de Hofmann contenían detalles embarazosos que eran consistentes con partes de la historia de Joseph Smith que la iglesia prefería pasar por alto, como la participación de Smith en la excavación de dinero y la magia popular. Joseph Smith admitió caer en la magia y buscar oro enterrado durante un juicio en 1826, y fue declarado culpable de ser una molestia pública. En 1827, Willard Chase, vecino de Smith, dio cuenta del descubrimiento de Smith de las planchas de oro. Según la declaración de Chase, Smith le había dicho a Chase que cuando intentó desenterrar las planchas, un sapo que los vigilaba se levantó y golpeó a Smith en la cabeza. En 1984, Hofmann produjo una carta escrita por Martin Harris en 1830 que relacionaba detalles similares al relato de Chase. De acuerdo con esta carta, las planchas estaban protegidas por una salamandra blanca que golpeó a Smith tres veces antes de que se le permitiera tomar las planchas. Esta carta contradecía la historia oficial de la iglesia que hablaba del Ángel Moroni que guiaba a Smith a la ubicación de las placas enterradas. En lugar de la historia oficial de la inspiración divina, la carta de Harris convirtió la historia de encontrar las planchas en una extensión de los anteriores actos de fraude y magia popular de Smith. La iglesia SUD no quería que esta carta se hiciera pública, y Steven Christensen compró la Carta Salamandra de Hofmann y lo donó a la iglesia.

#### Problemas financieros
A medida que Hofmann se graduó para comerciar con documentos más caros, comenzó a aceptar inversores para financiar sus compras. Hofmann también coleccionó libros infantiles raros y compró una casa que costó más de quinientos mil dólares. A medida que aumentaba su necesidad de dinero, ocasionalmente tomaba dinero de múltiples inversionistas para el mismo documento, viéndose incapaz de pagar todas las deudas adeudadas cuando vendía estos documentos. En 1985, sus deudas incluyeron un préstamo de ciento ochenta y cinco mil dólares de un banco que fue arreglado por el élder mormón Hugh Pinnock y varios cientos de miles de dólares adeudados a otros inversores. El propósito del préstamo bancario era adquirir la colección McLellin, los documentos privados de William E. McLellin, un integrante original del Quórum de los Doce que posteriormente se volvió contra la iglesia SUD. La iglesia no quería que estos documentos se hicieran públicos, y Hofmann había manifestado que había localizado la colección y que necesitaba el préstamo para adquirirla.
Cuando Hofmann no pudo falsificar la colección McLellin, Steven Christensen y Hugh Pinnock presionaron a Hofmann para que entregara la colección o pagara el préstamo. Hofmann no les dijo a los líderes de la iglesia que también había tomado prestado dinero para la recaudación de otro inversionista. Incluso si hubiera podido «crear» la colección McLellin, ya la había vendido dos veces. La venta del «Juramento» era la única esperanza de Hofmann para satisfacer a sus acreedores.

### Bombardeos
La demora en la autenticación del «Juramento» y la búsqueda de un comprador aumentaron la presión sobre Hofmann, y el 15 de octubre de 1985 decidió  usar las bombas que mataron a Christensen y a la esposa del socio comercial de Christensen. Hofmann se lastimó gravemente al intentar quitar una tercera bomba de su automóvil.
Al principio, la policía no sabía si Hofmann era el autor o la víctima de los atentados. La clara conexión entre Hofmann y Christensen fue el negocio de los documentos históricos. La investigación llevó a la policía a rastrear las transacciones comerciales de Hofmann, y encontraron un cheque de dos dólares en DeBouzek Engraving entre sus archivos. La policía visitó la tienda con una copia del «Juramento». Un trabajador identificó el documento y entregó un negativo para la placa que se había utilizado para imprimir el «Juramento». El «Juramento» de Mark Hofmann fue una falsificación, como lo fueron la mayoría de sus «descubrimientos» de alto perfil, incluidas la Transcripción Anthon y la Carta Salamandra.

### Habilidades de falsificación
Mark Hofmann demostró considerable habilidad en falsificación. Adquirió o robó papel que se fabricó de acuerdo con la época de los documentos que falsificó. Hizo su propia tinta y usó procesos químicos para envejecer sus documentos con el fin de que se vean auténticos. Aprendió a realizarse autohipnosis para copiar con fluidez las firmas de personajes históricos. Sus falsificaciones engañaron a expertos en el campo, como Charles Hamilton, Kenneth W. Rendell e investigadores de los Archivos Nacionales y la Oficina Federal de Investigación. Durante su confesión, Hofmann declaró que hizo personalmente la mayor parte de su impresión de placas, pero que «se volvió perezoso e hizo que la placa del "Juramento" se hiciera profesionalmente». Finalmente, la pereza de Hofmann y la falta de papel moneda, lo que lo  llevó a escribir un cheque de dos dólares, lo expuso como un falsificador.

### Encarcelamiento
El 23 de enero de 1987, Hofmann fue sentenciado a cadena perpetua por dos cargos de asesinato en segundo grado. Mientras estaba en prisión, Hofmann tomó una sobredosis de antidepresivos y, después de permanecer en estado de coma en posición de costado durante doce horas, sufrió daños permanentes en el brazo derecho. El brazo que usó para la falsificación ya no funciona.